# Tillandsia gracillima
Tillandsia gracillima là một loài thuộc chi Tillandsia. Đây là loài đặc hữu của México.